# Chiesa di Sant'Agostino alla Sorra
La chiesa di Sant'Agostino alla Tressa (anche Sant'Agostinello, Sant'Agostinello a Tressa o Sant'Agostino a Tressa) era un edificio sacro che si trova in località S. Agostino, Monteroni d'Arbia.

## Descrizione

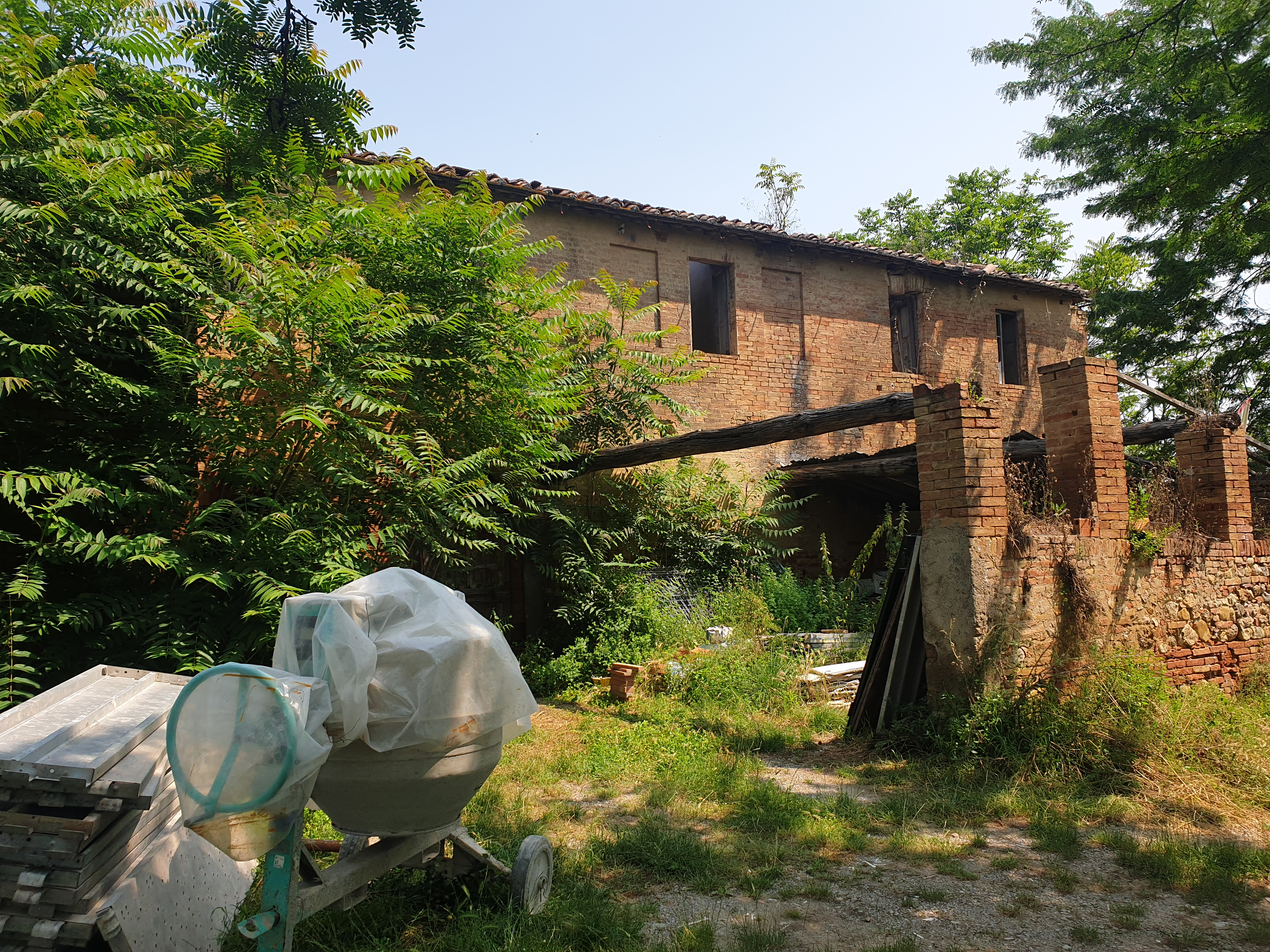
Foto dei lavori nella chiesa di Sant'Agostino a Giugno 2023

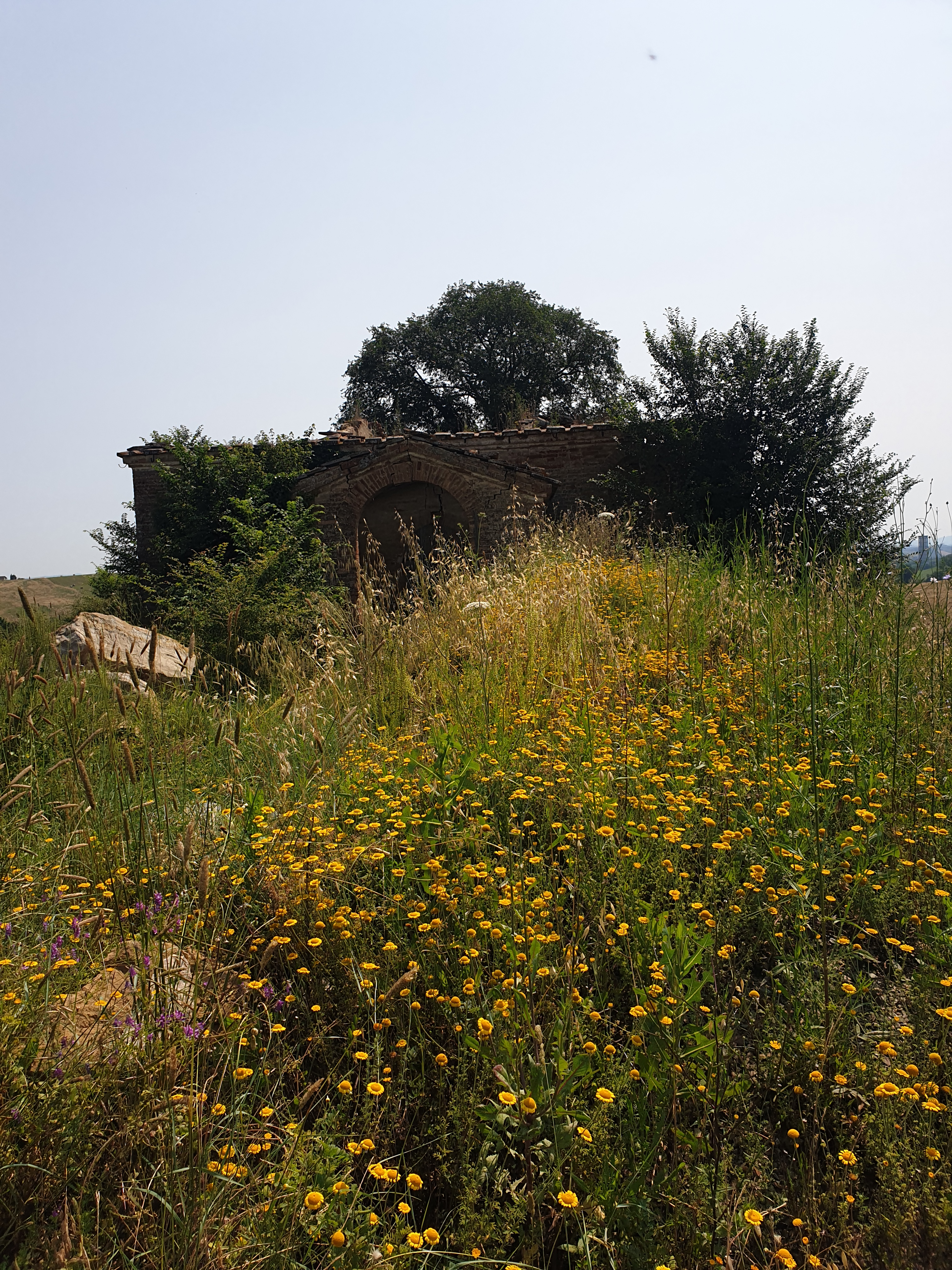
Foto dei lavori nelle abitazioni di Sant'Agostino a Giugno 2023

Nascosta in una fitta boscaglia e preda di vari trafugamenti delle residue decorazioni lapidee, la piccola chiesa conserva una caratteristica facciata a capanna con il parato in laterizio, interrotto da un architrave in pietra, unico residuo della costruzione più antica, insieme con l'abside semicircolare. Il toponimo di Sant'Agostino, costituito dalla chiesa e da tre case, è citato fin dal 1081. L'edificio ecclesiastico è poco distante dalla casa colonica che connotava il borgo. La chiesa è situata molto vicino alla strada che va da Colle Malamerenda a Radi, nei pressi del ponte sul torrente Tressa

## Storia
La chiesa fu abbandonata moltissimi anni fa, ma durante i primi mesi del 2023 sono iniziati i lavori per la ristrutturazione della chiesa e le case adiacenti (tuttavia non è ancora prevista la ristrutturazione della casa situata vicino alla chiesa, verso la parte della strada che dirige a Colle Malamerenda)